# Laye (Burkina Faso)
Laye è un dipartimento del Burkina Faso classificato come comune, situato nella provincia di Kourwéogo, facente parte della Regione dell'Altopiano Centrale.
Il dipartimento si compone del capoluogo e di altri 9 villaggi: Barama, Boulala, Gantin, Gantogodo, Laye-Yarcé, Sapeo, Sondre, Wanonghin e Yactenga.